# Jeremy Jordan
Jeremy Michael Jordan (* 20. listopadu 1984, Corpus Christi, Texas, USA) je americký herec a zpěvák. Vystupoval na Broadwayi, stejně jako i v televizi a filmech. Mezi jeho nejznámější divadelní role patří Jack Kelly v muzikálu Newsies a Clyde Barrow v muzikálu Bonnie & Clyde. V roce 2015 začal hrát Winslowa Schotta v seriálu Supergirl.

## Životopis
Narodil se a vyrůstal v Corpus Christi v Texasu. Je ženatý s herečkou Ashley Spencer. Absolvoval Ithaca College, kde získal magisterský titul v oboru muzikálové divadlo. Je východoevropského židovského původu po své matce.

## Kariéra
Zpíval již jako dospívající a začal hrát na střední škole. V roce 2008 ztvárnil Alexe ve hře The Little Dog Laughed a získal za to nominaci na cenu Connecticut Critics' Circle. Později v tomtéž roce hrál roli Toma Sawyera v muzikálu Big River, uváděném v Goodspeed Opera House v Connecticutu. V roce 2009 se objevil na Broadwayi v muzikálu Rock of Ages. V roce 2008 se poprvé objevil v televizi, a to v seriálu Zákon a pořádek: Útvar pro zvláštní oběti, kde hostoval v epizodě s názvem "Streetwise".
V roce 2009 alternoval hlavní roli Tonyho v broadwayském revivalu muzikálu West Side Story. Získal roli Clyda Barrowa v novém muzikálu Bonnie a Clyde. Muzikál měl na Broadwayi ale pouze 36 repríz. V září a říjnu 2011 hrál Jacka v muzikálu Newsies, uváděném v Paper Mill Playhouse v New Jersey.
Jeho filmovým debutem byl snímek Nahlas a naplno, kde si zahrál po boku Queen Latifah, Keke Palmer a Dolly Parton.
V roce 2012 si zopakoval roli Jacka Kellyho v muzikálu Newsies, který byl nyní již uváděn na Broadwayi. Za roli byl nominován na cenu Tony pro nejlepšího hlavního herce v muzikálu. Také byl v roce 2013 nominován na cenu Grammy pro nejlepší muzikálové album, kde byl hlavním sólistou.
V červnu 2012 bylo oznámeno, že se připojí k obsazení druhé série televizního seriálu Smash v roli Jimmyho. Natáčel Smash současně s hraním v Newsies až do srpna 2012, kdy bylo oznámeno, že poslední představení muzikálu proběhne 4. září 2012.
V roce 2015 měl premiéru film Posledních pět let, kde si zahrál po boku Anny Kendrick. V tom samém roce byl obsazen do seriálu Supergirl
V roce 2016 si zopakoval roli Tonyho v koncertové verzi muzikálu West Side Story. V říjnu roku 2018 začal hrát v divadelní roli American Son po boku Kerry Washington. V roce 2019 si roli zopakoval ve filmovém zpracování American Son a začal hrát v muzikálu Servírka.

## Osobní život
V roce 2012 se oženil s herečkou Ashley Spencer. V roce 2019 se jim narodila dcera.

## Divadlo
| Rok  | Název hry           | Role             | Poznámky                                                       |
| ---- | ------------------- | ---------------- | -------------------------------------------------------------- |
| 2009 | Rock of Ages        | Swing            | Brooks Atkinson Theatre 7. duben 2009 – prosinec 2009          |
| 2009 | West Side Story     | Tony (alternace) | Palace Theatre 15. prosince 2009 – říjen 2010                  |
| 2011 | Bonnie a Clyde      | Clyde Barrow     | Gerald Schoenfeld Theatre 1. prosinec 2011 – 30. prosinec 2011 |
| 2012 | Newsies             | Jack Kelly       | Nederlander Theatre 29. březen 2012 – 4. září 2012             |
| 2014 | Hledání Země Nezemě | J.M Barrie       | A.R.T. Theater 23. července 2014 – 28. září 2014               |
| 2018 | American Son        | Paul Larkin      | Booth Theatre 4. listopadu 2018 – 27. ledna 2019               |
| 2019 | Servírka            | Dr. Jim Pomatter | Brooks Atkinson Theatre 8. dubna 2019 – 2. června 2019         |

## Filmografie
| Rok  | Název                                 | Role              | Poznámky    |
| ---- | ------------------------------------- | ----------------- | ----------- |
| 2007 | Common Change                         | Joel              | krátký film |
| 2012 | Nahlas a naplno                       | Randy Garrity     |             |
| 2015 | Posledních pět let                    | Jaime Wellerstein |             |
| 2017 | Disney's Newsies the Broadway Musical | Jack Kelly        |             |
| 2019 | American Son                          | Paul Larkin       |             |
| TBA  | Spinning Gold                         | Neil Bogart       |             |

| Rok        | Název                                     | Role                                 | Poznámky                                          |
| ---------- | ----------------------------------------- | ------------------------------------ | ------------------------------------------------- |
| 2008       | Zákon a pořádek: Útvar pro zvláštní oběti | Doug Walshen                         | díl: „Holka z ulice“                              |
| 2011       | Submissions Only                          | Levi Murney                          | díl: „The Miller/Hennigan Act“                    |
| 2013       | Smash                                     | Jimmy                                | Hlavní role, 17 dílů                              |
| 2013       | Sherlock Holmes: Jak prosté               | Joey Castoro                         | díl: „Řešení neznámé“                             |
| 2015       | Zákon a pořádek: Útvar pro zvláštní oběti | Skye Adderson                        | díl: „Pro slávu a pro peníze“                     |
| 2015–dosud | Supergirl                                 | Toyman/Winslow "Winn" Schott         | hlavní role (1.–3. řada), vedlejší role (5. řada) |
| 2017–2018  | Na vlásku: Seriál                         | Varian (hlas)                        | vedlejší role, 9 dílů                             |
| 2017       | The Flash                                 | Grady / Toyman/Winslow "Winn" Schott | díly: „Duet“ a „Crisis on Earth-X, Part 3“        |

## Ocenění a nominace
| Rok  | Ocenění                    | Kategorie                                 | Práce          | Výsledek  |
| ---- | -------------------------- | ----------------------------------------- | -------------- | --------- |
| 2013 | Cena Grammy                | Nejlepší muzikálové album (hlavní zpěvák) | Newsies        | nominace  |
| 2012 | Drama League Award         | Vynikající výkon                          | Bonnie a Clyde | nominace  |
| 2012 | Theatre World Awards       | Výborný debut                             | Bonnie a Clyde | vítězství |
| 2012 | Cena Tony                  | Nejlepší herec v muzikálu                 | Newsies        | nominace  |
| 2012 | Drama Desk Award           | Nejlepší muzikálový herec                 | Newsies        | nominace  |
| 2012 | Drama League Award         | Nejlepší vystoupení                       | Newsies        | nominace  |
| 2012 | Outer Critics Circle Award | Nejlepší herec v muzikál                  | Newsies        | nominace  |